# Wilhelm Schmidding
Wilhelm Schmidding war ein Unternehmen im Apparate-, Anlagen- und Maschinenbau.

## Geschichte
Der Kupferschmiedemeister Wilhelm Schmidding († 1928) hatte 1878 in Köln seine Werkstatt gegründet. Durch Qualitätsarbeit und Anpassungsfähigkeit an Kundenwünsche erlangte die Werkstatt schnell überregionalen Ruf. Seit Ende des 19. Jahrhunderts war sie in enger Zusammenarbeit mit der chemischen Industrie im Apparatebau tätig. Als der etwa 70-jährige Meister 1915 die Firma seinem Sohn, Wilhelm Schmidding jun. (1887–1952), der vier Jahre zuvor seine Meisterprüfung zum Kupferschmied abgelegt hatte, übertrug, war der Rahmen für einen Handwerksbetrieb bereits gesprengt und der Betrieb wurde in eine Kommanditgesellschaft umgewandelt. Der Sohn verlagerte den Betrieb auf ein größeres Fabrikgelände in Köln-Mansfeld und stellte die Produktion auf eine breitere, industrielle Basis.
Während des Zweiten Weltkriegs stellte der Betrieb im damaligen böhmischen Bodenbach Raketentriebwerke her, die in mehreren Flugzeugtypen zum Einsatz kamen. Produziert wurden die Antriebe auch im Zweigwerk Schmiedeberg, welches im Sommer 1943 im Dorf Buschvorwerk im Riesengebirge, Niederschlesien begründet worden war. Nach Untersuchungen des Air Defense Intelligence, des Geheimdienstes der US Air Force, wurden auch für Tests von neuen Raketentreibstoffen Häftlinge aus dem Konzentrationslager Laura bei Lehesten, einer Außenstelle des KZ Buchenwald, herangezogen.
In Linden, Nähe Fischerhof, befand sich eine Teilfabrik zur Herstellung von Flugzeugen und Minenmänteln. Im Juli 1940 wurde der Neubau in Köln-Niehl fertiggestellt.

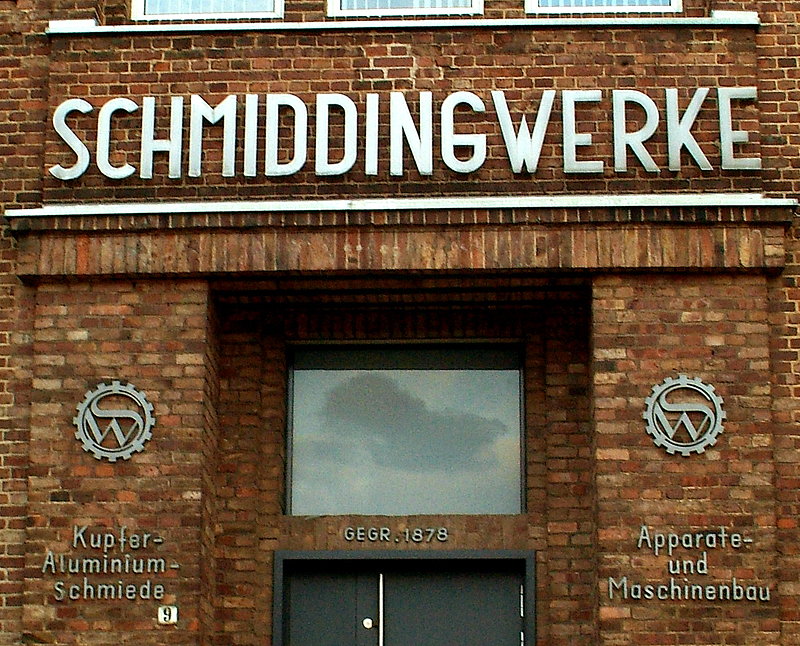
Verwaltungseingang der ehemaligen Schmiddingwerke in Hannover

Der Ingenieur Hans Kleiner (1907–1981) war Miteigentümer der Wilhelm Schmidding KG und leitete unter dem Reichsminister für Bewaffnung und Munition Fritz Todt den Hauptausschuss der Flugzeugausrüstung. In Schmiedeberg erfolgte u. a. die Mitentwicklung der Heinkel Julia I (Projekt 1077).
Als der Zweigbetrieb Hannover von der Militärregierung zur Demontage bestimmt war und Franz Kraus (* 18. September 1902) zum Entnazifizierer bestimmt wurde, traten die 130 Beschäftigten im Sommer 1947 für fünf Monate in den Streik. Kraus, ein langjähriges Vorstandsmitglied der DECHEMA und Vorstand der Fachgruppe Apparatebau im VDMA, wurde nach Köln versetzt, wo er 1952 zum technischen Direktor aufstieg. Anfang der 1950er Jahre wandte man sich der Verarbeitung von Aluminium und Edelstahl zu. Kraus machte 1955–1963 einige Erfindungen zum Leichtmetall-Bierfass, für das er die Guinness-Brauerei in Dublin als ersten Kunden gewinnen konnte.
Im Mai 1999 wurde die Zweigniederlassung Hannover aufgehoben. Von November 2008 bis Februar 2011 wurde die Gesellschaft aufgelöst.

## Verwendung von Schmidding-Antrieben
- Henschel Hs 293: zwei Feststofftriebwerke Schmidding 109-513
- Bachem Ba 349: vier Starthilfsraketen (abwerfbar) Schmidding 109-533 (1.200 kp, 11,768 kN) mit 10 Sekunden Brenndauer
- Ruhrstahl X-4: Schmidding 109-603